# 黄松甫
黄松甫（1954年9月—），浙江人，中华人民共和国外交官，曾任中华人民共和国驻莫桑比克共和国特命全权大使、中华人民共和国驻葡萄牙共和国特命全权大使。

## 生平
黄松甫毕业于北京外国语学院。1979年，进入中华人民共和国外交部工作，先后在驻巴西大使馆、外交部教育培训司、驻圣保罗总领事馆、外交部拉美司任职。1998年，任驻巴西大使馆参赞。2002年，任外交部办公厅副主任。2004年，任外交部驻澳门特派员公署副特派员。2008年，任外交部香港澳门台湾事务司副司长。2010年8月，出任中华人民共和国驻莫桑比克大使。2013年1月，出任中华人民共和国驻葡萄牙大使。2015年7月，自驻葡萄牙大使离任。

## 家庭
已婚，有一女。